# 118년

## 연호
- 후한(後漢) 원초(元初) 5년

## 기년
- 후한(後漢) 안제(安帝) 12년
- 신라(新羅) 지마 이사금(祗摩泥師今) 7년
- 고구려(高句麗) 태조대왕(太祖大王) 66년
- 백제(百濟) 기루왕(己婁王) 42년